# Lee Wai-sze
Lee Wai-sze (em chinês:  李 慧詩; Kowloon, 12 de maio de 1987), também conhecida como Sara Lee, é uma ciclista profissional honconguesa que compete na modalidade de pista, especialista nas provas de velocidade individual, contrarrelógio e keirin.
Participou em três edições de Jogos Olímpicos, obtendo duas medalhas de bronze; uma Londres 2012, na prova de keirin, e outra em Tóquio 2020, na velocidade individual. No Rio de Janeiro 2016 obteve dois diplomas com o 6.º lugar na velocidade individual e o 7.º lugar no keirin.
Ganhou oito medalhas no Campeonato Mundial de Ciclismo em Pista, entre os anos 2013 e 2020.

## Trajectória desportiva
Lee foi eleita portadora da bandeira de Hong Kong para os Jogos Olímpicos de Verão de 2012. Nestes Jogos ganhou a medalha de bronze no keirin feminino, dando a Hong Kong a sua primeira medalha olímpica em ciclismo, e a terça na história olímpica deste país. Lee também participou na prova de velocidade individual, terminando no décimo lugar. Conquistou a medalha de bronze no keirin feminino. Lee também participou na prova de velocidade feminino, embora não progrediu através de 1/8 da final depois de perder para a cubana Lisandra Guerra. Finalmente, ela terminou em 10º lugar. Lee recebeu um prêmio de HK $ 750 mil do Banco Hang Seng pela sua realização nos Jogos. Em uma entrevista com Ming Pao, Lee disse que esperava que sua realização nos Jogos Olímpicos pode inspirar uma nova geração de atletas de Hong Kong para os Jogos Olímpicos de 2016, no Rio de Janeiro.
No Mundial de 2013 conseguiu a medalha de ouro na prova de 500 m contrarrelógio e a de bronze em velocidade individual, no Mundial de 2016 obteve a medalha de prata em 500 m contrarrelógio. No Mundial de 2019 coroou-se campeã de velocidade individual e de keirin, e no Mundial de 2020 conseguiu a medalha de bronze em velocidade individual.

## Medalheiro internacional
| Jogos Olímpicos    | Jogos Olímpicos            | Jogos Olímpicos   | Jogos Olímpicos       |
| Ano                | Lugar                      | Medalha           | Competição            |
| ------------------ | -------------------------- | ----------------- | --------------------- |
| 2012               | Londres ( Reino Unido)     | Medalha de bronze | Keirin                |
| 2020               | Tóquio ( Japão)            | Medalha de bronze | Velocidade individual |
| Campeonato Mundial |                            |                   |                       |
| Ano                | Lugar                      | Medalha           | Competição            |
| 2013               | Minsk ( Bielorrússia)      | Medalha de ouro   | 500 m contrarrelógio  |
| 2013               | Minsk ( Bielorrússia)      | Medalha de bronze | Velocidade individual |
| 2016               | Londres ( Reino Unido)     | Medalha de prata  | 500 m contrarrelógio  |
| 2017               | Hong Kong ( China)         | Medalha de bronze | Velocidade individual |
| 2018               | Apeldoorn ( Países Baixos) | Medalha de prata  | Keirin                |
| 2019               | Pruszków ( Polónia)        | Medalha de ouro   | Velocidade individual |
| 2019               | Pruszków ( Polónia)        | Medalha de ouro   | Keirin                |
| 2020               | Berlim ( Alemanha)         | Medalha de bronze | Velocidade individual |